# Robert Lax
Robert Lax (30. listopadu 1915 Olean – 26. září 2000 Olean) byl americký básník. Své básně často publikoval ve vertikální podobě, na každém řádku se nachází jedna slabika, což podle něj mělo čtenáře přimět, aby lépe vnímali rytmus básně a k pochopení celku se propracovávali postupně.
Narodil se do židovské rodiny v městečku Olean na jihozápadě státu New York. Studoval na Kolumbijské univerzitě, kde přispíval do humoristického časopisu Jester, a po dokončení studií působil v redakci týdeníku The New Yorker. V roce 1959 vydal cyklus básní The Circus of the Sun, na který o tři roky později navázal sbírkou New Poems a později několika dalšími. V polovině šedesátých let se usadil na ostrově Kalymnos v Egejském moři, později přesídlil na Patmos, kde žil dalších třicet let. V roce 2000 se vrátil do rodného města, kde záhy ve věku 84 let zemřel.
V roce 1999 o něm režiséři Nicolas Humbert a Werner Penzel natočili dokumentární film Why Should I Buy a Bed When All That I Want Is Sleep?
V češtině vyšly ukázky z jeho tvorby v časopisu Revolver Revue (2022) v překladu Jakuba Guziura.